# 투드할리야 2세
투드할리야 2세는 히타이트 제국(신왕국)의 왕(제위 1385~1380)이었다. 그의 치세에 히타이트 제국은 심각한 영토의 손실을 겪었다. 수도조차도 불타버렸다. 그러나 투드할리야의 아들의 유능한 안내로 히타이트는 복구를 시작하는 한편 투드할리야는 여전히 왕이었다. 그는 3세로 기록되기도 하였다.
하투실리 2세는 기원전 14세기 히타이트 제국의 왕이었다.(약 1370년대~1360년대) 그의 존재는 논쟁의 대상이다. 무와탈리 2세와 탈미사루마(알레포)간의 조약에서 하투실리라는 지배자가 나오지만 알려지지 않은 히타이트 지배자인지 하투실리 1세인지 논쟁되고 있다.